# Jacob Söderman
Jacob-Magnus (Jacob) Söderman (Helsinki, 19 de marzo de 1938) fue un miembro del Parlamento finlandés desde septiembre de 2007 hasta 2011 (y anteriormente en 1972-1982). Söderman es  miembro del Partido Socialdemócrata de Finlandia y se desempeñó como Ministro de Justicia (en octubre de 1971), Ministro de Asuntos Sociales y la Salud (1982),  gobernador de la Provincia de Uusimaa (1982-89), Defensor del pueblo de Finlandia (1989-1995) y el primer Defensor del Pueblo Europeo (1995-2003). Söderman regresó al Parlamento en el otoño de 2007, cuando el diputado Tuula Haatainen renunció para convertirse en subdirector municipal de Helsinki.
Söderman fue presidente del Consejo de Medios de Comunicación de Finlandia en 2003-2005, miembro del Consejo de la Universidad de Helsinki 2004-2006 y miembro del Grupo de Sabios 2005-2006.